# Mónica Fein
Mónica Haydée Fein (Luján, 3 de junio de 1957) es una política y bioquímica argentina, perteneciente al Partido Socialista. Desde 2011 hasta 2019 fue intendenta de la ciudad de Rosario.

## Biografía

### Comienzos
Cursó sus estudios primarios y secundarios en el colegio Misericordia de San Nicolás. A los 17 se afilia al Partido Socialista. Participó activamente del Movimiento Nacional Reformista, siendo presidente del Centro de Estudiantes de la Facultad de Ciencias Bioquímicas y Farmacia de la Universidad Nacional de Rosario (UNR), de donde egresó como bioquímica. Continuó la vinculación con el ámbito académico desempeñándose como secretaria de Bienestar Estudiantil y consejera graduada de su facultad y como secretaria de Extensión Universitaria de la UNR.
Inició su formación en Salud Pública en el Instituto Lazarte. Ya en la municipalidad de Rosario, participó en 1992 de la creación del LEM (Laboratorio de Especialidades Medicinales), modelo nacional en la producción pública de medicamentos, coordinando su desarrollo junto a referentes académicos.
Está casada desde hace 41 años y es madre de dos hijos.

### Funcionaria municipal
En 1995 asumió en la Dirección General de Saneamiento, donde impulsó un cambio de paradigma en el control bromatológico. Así su equipo desarrolló el Instituto del Alimento, pionero en la prevención y educación para la calidad alimentaria.
Hermes Binner, por entonces intendente de la ciudad, la convocó en 1997 como secretaria de Salud Pública, donde fortaleció las redes de atención primaria y proyectó ámbitos hospitalarios de excelencia que se transformarían en un distintivo de la ciudad. En su gestión se puso en marcha el CEMAR (Centro de Especialidades Médicas Ambulatorias de Rosario), con alto grado de especialización y tecnología. En 2001 encabezó la lista de candidatos a concejal que más votos obtuvo. Ocupó su banca hasta 2003, desempeñándose como presidente de la Comisión de Salud.
El intendente Miguel Lifschitz la convocó a formar parte de su primer gabinete como secretaria de Salud Pública. En esta etapa se inauguró el moderno edificio de la Maternidad Martin y por su gestión recibió el reconocimiento de la OMS (Organización Mundial de la Salud). En el año 2007 fue elegida diputada nacional de Santa Fe por el Frente Progresista Cívico y Social. Fue presidente del bloque del Partido Socialista, secretaria de la Comisión de Acción Social y Salud Pública e integrante de las comisiones de Análisis y Seguimiento de Normas Tributarias y Provisionales; Asuntos Constitucionales; Legislación General; Población y Desarrollo Humano y Tercera Edad.

### Intendente de Rosario
En 2011 se presentó como candidata a intendente de la ciudad de Rosario por el Frente Progresista Cívico y Social. Fue elegida con el 52,18 % de los votos, convirtiéndose así en la primera mujer intendente socialista de Rosario y de la Argentina.
El 14 de junio de 2015 fue reelegida para el cargo de intendente de la ciudad de Rosario, con un total del 30% de los votos, imponiéndose ante la candidata del PRO Ana Laura Martínez y al representante del partido Justicialista, Roberto Sukerman.
En 2019, Mónica Fein dejó la intendencia de Rosario, siendo sucedida en su cargo por Pablo Javkin.

### Diputada nacional
En las elecciones legislativas de 2021, se presentó como primera candidata a diputada nacional por el Frente Amplio Progresista (sucesor del Frente Progresista, Cívico y Social) por la Provincia de Santa Fe, resultando electa con el 12,25% de los votos.
Tras la disolución del frente en 2023, Mónica Fein peleó en la interna de Unidos para Cambiar Santa Fe como candidata a gobernadora en las elecciones provinciales, resultando tercera detrás de Carolina Losada y el gobernador electo Maximiliano Pullaro. Actualmente forma parte a nivel nacional del frente Hacemos por Nuestro País y de su respectivo bloque en la cámara de diputados.

## Historial electoral
|  | 16,75 % |

|  | 32,90 % |

|  | 55,59 % |

|  | 20,39 % |

|  | 30,19 % |

|  | 7,97 % |

|  | 12,25 % |

|  | 9,00 % |